# NGC 638
NGC 638 is een spiraalvormig sterrenstelsel in het sterrenbeeld Vissen. Het hemelobject werd op 22 oktober 1886 ontdekt door de Amerikaanse astronoom Lewis A. Swift.

## Synoniemen
- PGC 6145
- UGC 1170
- MCG 1-5-14
- MK 1003
- ZWG 412.11
- IRAS01370+0659